# استشراط (طب)
الاستشراط هو إجراء طبي يستخدم الشرائط المرنة للانقباض. يمكن استخدام الرباط لربط الأوعية الدموية من أجل وقف النزيف، كما هو الحال في علاج دوالي المريء النازفة. الشريط يقيد تدفق الدم إلى النسيج الرباطي، بحيث يموت في نهاية المطاف ويتخلص من الأنسجة الداعمة. هذا المبدأ نفسه يكمن وراء النطاقات كعلاج البواسير.
ويمكن أيضا أن تستخدم النطاقات لتقييد وظيفة جهاز دون قتله. في ربط المعدة لعلاج السمنة،  يتم تقليل حجم المعدة بحيث يتم إبطاء الهضم ويشعر المريض بالشبع بسرعة أكبر.
يشيع استخدام التكاتف كإجراء طبي في الثروة الحيوانية لإخصاء الذكور للأغنام والماشية. كما يتم الربط عادة في الالتحام الذيل من الحملان لمنع، وأقل شيوعا، وتستخدم لرسو ذيول من الألبان الأبقار ومشروع الخيول. يتم تطبيق العصابات في قاعدة كيس الصفن أو موقع الذيل المطلوب ، مما يحد من تدفق الدم إلى أنسجة الصفن أو الذيل، والتي تموت في نهاية المطاف وتبتعد عن الجسم. وكثيرا ما يقوم موظفو المزارع المدربون بإجراء هذا الإجراء باستخدام توصيات من طبيب بيطري مرخص ووكلاء إرشاد زراعيين محليين.

## وصلات خارجية
- Bleeding esophogeal varices
- Hemorrhoid banding
- Adjustable gastric banding
- Explanation of Laparoscopic Gastric Banding
- Gastric Lapband procedure